# Villa Magda
Die Villa Magda steht im Stadtteil Niederlößnitz der sächsischen Stadt Radebeul, in der Schuchstraße 6. Sie wurde vor 1872 durch die Lößnitz-Baumeister Gebrüder Ziller errichtet.

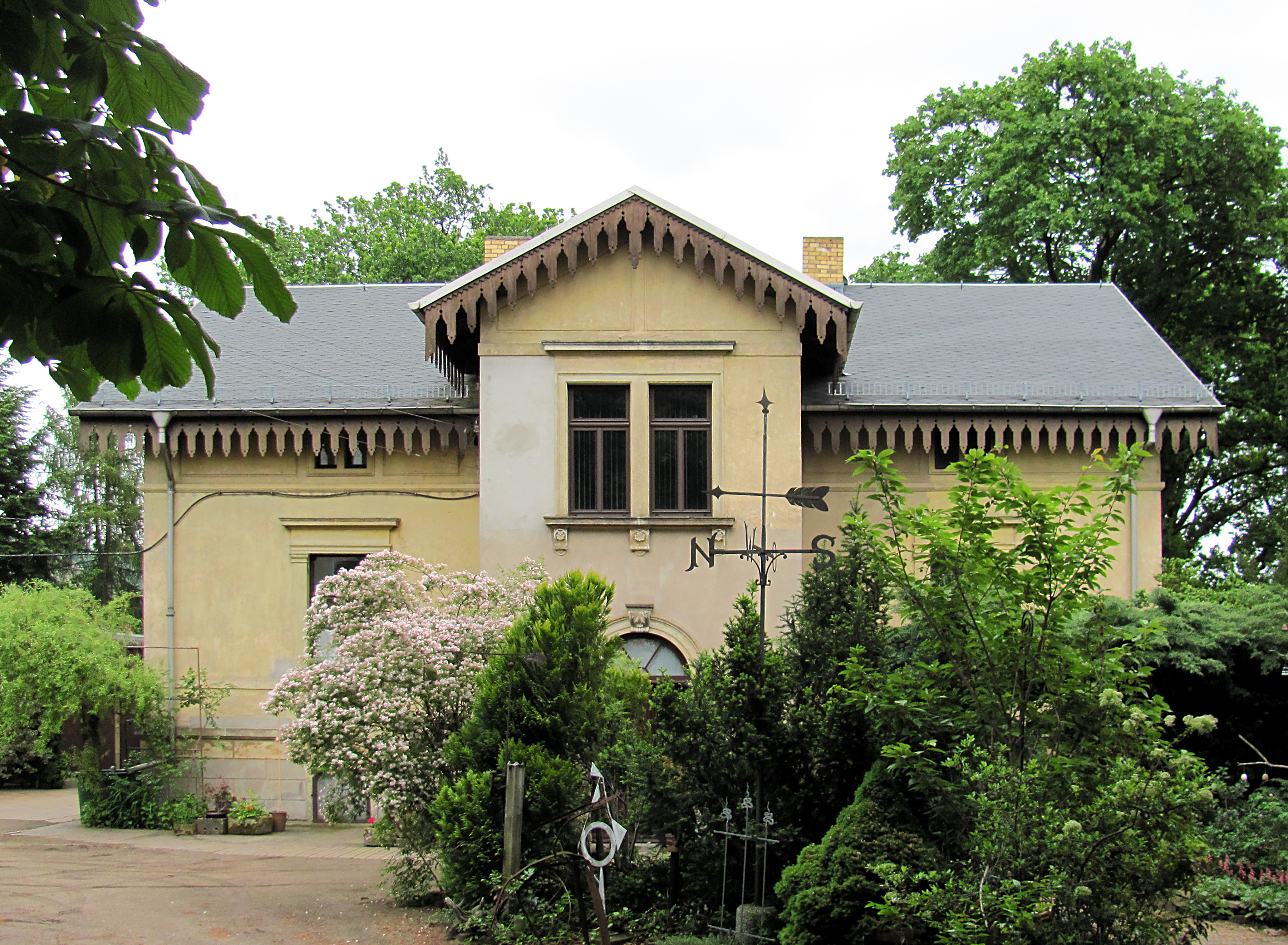
Villa Magda, Schuchstraße

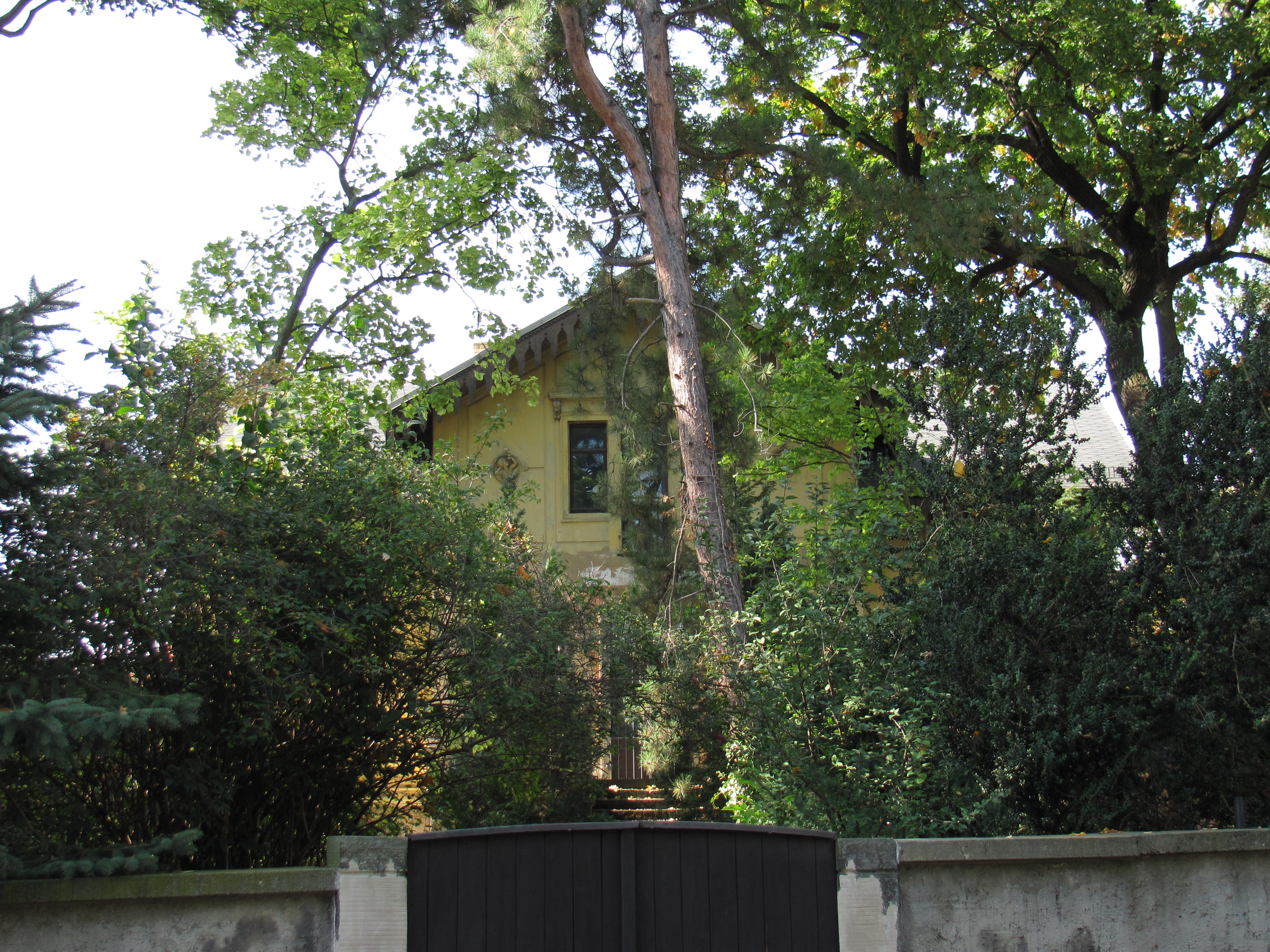
Villa Magda, von der Paradiesstraße aus

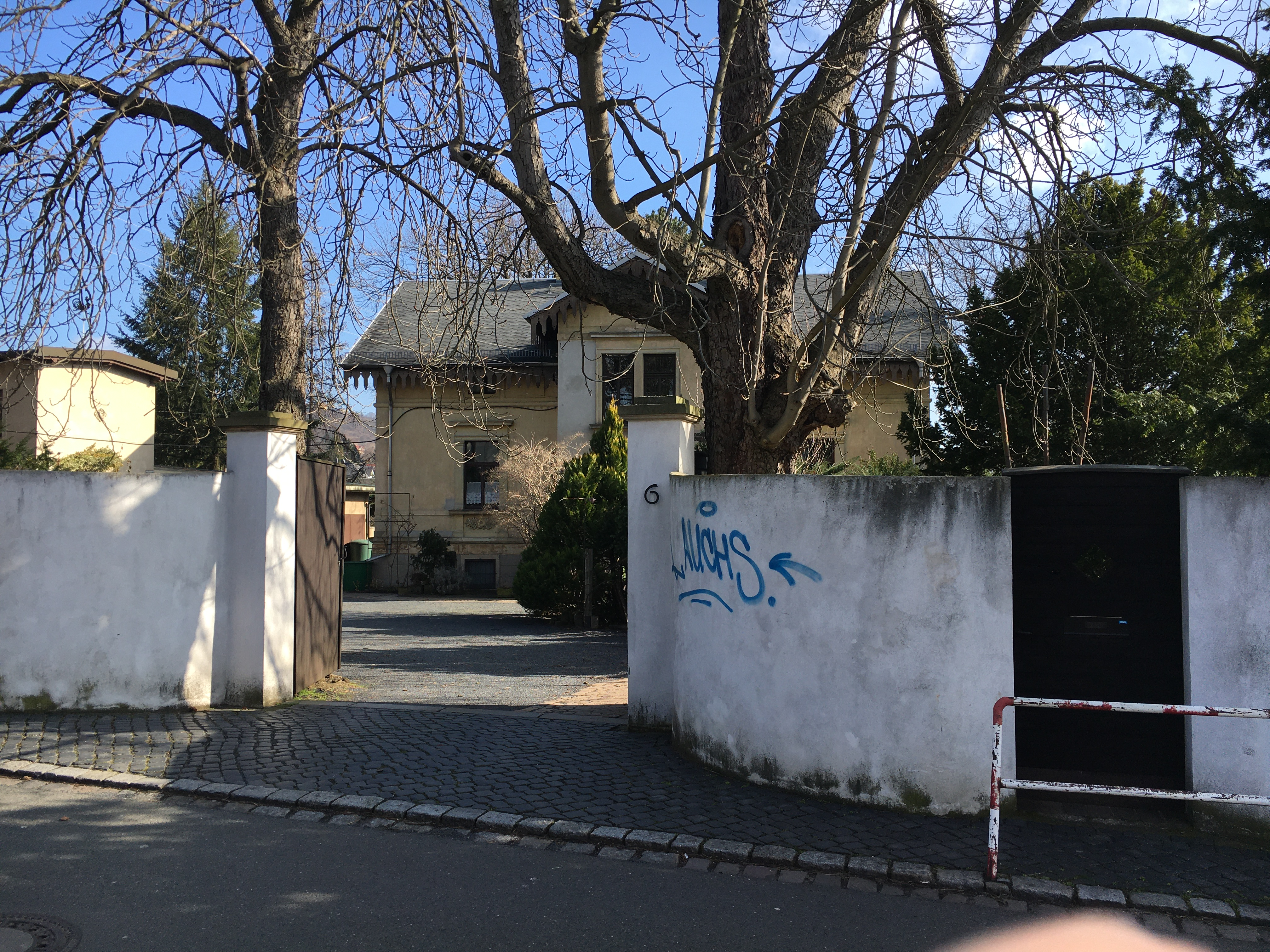
Bogenförmig eingewölbte Einfassungsmauer mit Tor, rechts daneben eine Personenpforte

## Beschreibung
Die landhausartige Villa im Schweizerstil steht mitsamt Einfriedung unter Denkmalschutz, jedoch ohne das historische Nebengebäude auf der Nordseite. Auf dem großen, bis zur Paradiesstraße reichenden Grundstück stehen zahlreiche alte Bäume.
Das eingeschossige Wohnhaus steht auf einem Souterrain, es hat einen Kniestock sowie ein flaches, weit überkragendes Satteldach, von dessen Ortgängen und Dachtraufen hölzerne Hängezapfen im typischen Schweizerstil herabhängen. In beiden Traufseiten des Putzbaus steht mittig jeweils ein zweigeschossiger Risalit. Der Eingang durch den Risalit ist rundbogig, das Fenster im Obergeschoss darüber ist ein Koppelfenster.
Alle Fenster werden durch verzierte Sandsteingewände eingefasst, dazu gerade Verdachungen und Dekore. Die Fenster des Erdgeschosses zeigen darüber hinaus Spiegelfelder mit ornamentalen Reliefs zwischen Pilastern. Die Fassaden werden durch Sohlbankgesims und Geschossgesimse gegliedert.
Die verputzte Einfriedung an der Schuchstraße wölbt sich bogenförmig ein zu den hohen Torsäulen, die von gestuften Deckplatten bekrönt werden. Rechts daneben findet sich noch eine schmale Personenpforte.
Auf der Straße gegenüber steht die sogenannte Villa Schuch des ehemaligen Dirigenten Ernst von Schuch und seiner Familie. Rechts der Villa Magda stehen die ebenfalls von den Gebrüdern Ziller stammenden Villen Schuchstraße 4 und Schuchstraße 2 ebenfalls unter Denkmalschutz.

## Geschichte
Nachdem der Serkowitzer Baumeister Moritz Ziller die kleine Villa bereits vorher errichtet hatte, beantragte er 1872, auf dem Anwesen noch ein Stallgebäude bauen zu dürfen. Im Jahr 1905 wurde der ursprünglich hölzerne Balkon zum Garten hin durch eine eiserne, verglaste Veranda ersetzt.
Im Jahr 1939 wohnte dort als Eigentümer der pensionierte Generalmajor Holm Eppendorff (1865–1947) mit seiner Ehefrau.